# 아이테르
아이테르(고대 그리스어: Αἰθήρ)는 그리스 신화에서 태초의 신 중의 하나인 남신이다. 아이테르는 '창공', '높은 하늘' , '대기'를 의인화된 신이며, 그리스 신화의 원초적인 신들 중의 하나이다. 이는 불사의 신이 숨쉬는 순수한 공기를 의미하며, 죽을 수밖에 없는 운명의 인간들이 숨쉬는 탁한 공기와는 반대되는 개념이다. 타르타로스나 에레보스와 같은 타 태초신들처럼, 그에게 직접적으로 봉헌된 신전은 존재하지 않는 것으로 생각된다.

## 신화

### 헤시오도스
헤시오도스의 《신통기》에 따르면 아이테르는 어둠의 신 에레보스와 밤의 여신 닉스의 아들이며, 헤메라의 형제이다.

### 히기누스
히기누스는 로마의 역사가로, 아이테르에 대한 설명을 남겼다. 그에 의하면 아이테르는 혼돈의 신 카오스와 암흑의 여신 칼리고의 자식이라고 한다. 히기누스의 기록에 따르면, 아이테르와 헤메라의 자식은 지구, 하늘, 바다이며 아이테르와 가이아의 자식은 위대함, 속임수, 분노, 애도, 거짓, 복수, 배신, 망각, 두려움, 자신감, 근친상간의 신이라고 한다. 또한 아이르기아와 타르타로스, 티탄들을 낳았다고 쓰여있기도 하다.

## 같이 보기
- 카오스
- 가이아

- 헤메라